# Talal Al Fadhel
Talal Al Fadhel (11 de agosto de 1990) é um futebolista profissional kuwaitiano que atua como defensor.

## Carreira
Talal Al Fadhel representou a Seleção Kuwaitiana de Futebol na Copa da Ásia de 2015.